# Moleomancia

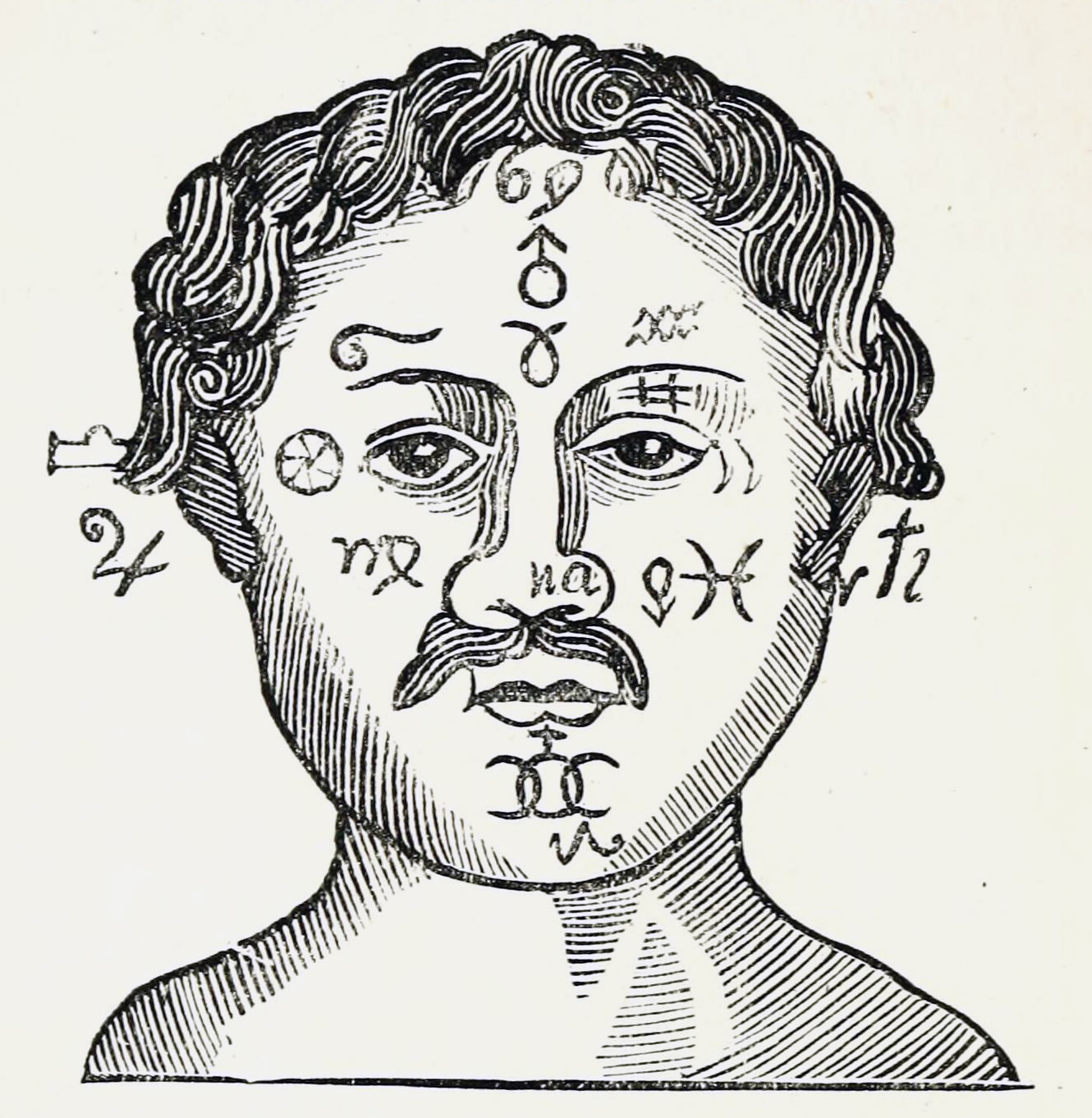
El significado de los lunares, ilustración de un librito del s XVIII.

Moleosofía o moleomancia es una técnica de adivinación y de decir la fortuna basado en la observación e interpretación de las marcas corporales — principalmente aquellas de la condición nevus melanocítico.
A pesar de que la adivinación por lunares, marcas de nacimiento y máculas ha sido practicadas en muchas sociedades a lo largo de toda la historia, nunca alcanzó el nivel de la adivinación del sueño, la astrología, o incluso la quiromancia. Como tal, generalmente ha sido clasificada como una especie de superstición o folclore, más que como una pseudociencia.

## Clásica adivinación de lunares
A pesar de la predilección cultural por la fisonomía que se desarrolló en abundante literatura, la adivinación por lunares no fue una característica importante de la cultura Greco-Romana y las referencias a la práctica son raras. Las marcas de nacimiento disfrutaron de un estatus un poco más elevado y son mencionadas. Seleucus I Nicátor, el primer rey Macedonio de Siria, se dijo que había recibido de Apolo una marca de nacimiento en forma de ancla en su muslo que fue también heredada por sus descendientes.
El manual griego de interpretación de lunares sobrevive desde la antigüedad, anexado al final de un trabajo en adivinación mucho más amplio sobre tics atribuido al legendario vidente griego Melampo. A pesar de que el tratado de los lunares carece de un autor y difiere en estilo del trabajo del de los tics, es costumbre atribuirlo también al pseudo-Melampo. El texto se titula Peri Elaion tou Somatos "En las Olivas del Cuerpo," siendo presumiblemente aplicado el término a lunares debido a su semejanza en forma y color. Hay indicaciones, aun así, de que el texto también abarca las marcas de nacimiento ya que se mencionan también ardientes olivas rojas.
En general, el trabajo se basa en asociaciones analógicas bastante sinceras. Una marca en la parte de atrás de la garganta prevé decapitación. Una en los labios prevé sobrealimentación. Una marca en la nariz—a la que los griegos como muchas otras culturas asociaron con el órgano sexual— prevé que el portador quedará insatisfecho al hacer el amor. Se realizan algunas distinciones entre hombres y mujeres y las direcciones izquierda y derecha.
Una traducción turca más tardía del texto de Ps-Melampus, atribuido a "León el Sabio," fue traducido al francés  por  Jean Nicolaides (Les Livres de Divination Traduits sur un Manuscrit Turc Inédit, 1889).